# Bolitoglossa pygmaea
Bolitoglossa pygmaea é uma espécie de anfíbio caudado da família Plethodontidae. Está presente no Panamá. Não foi ainda avaliada pela UICN.